# Bạo loạn nhà tù tại Cieneguillas

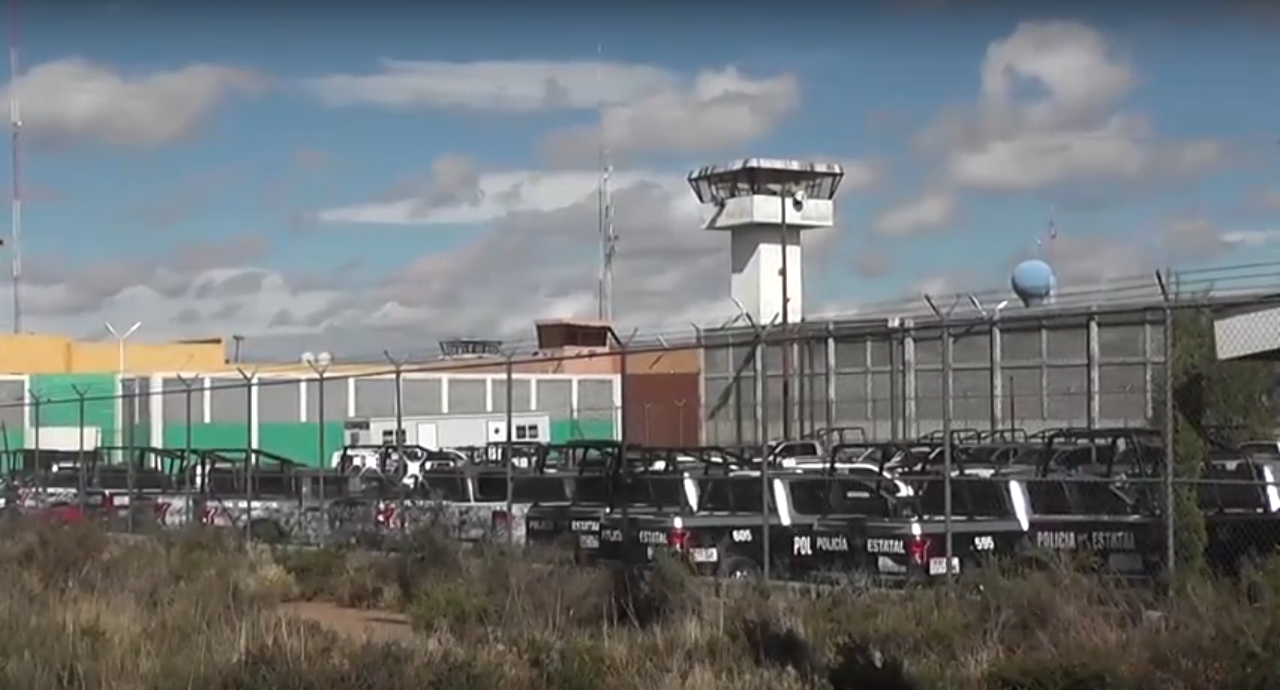
Nhà tù ngày 1 tháng 1 năm 2020

Hai vụ bạo loạn nhà tù xảy ra tại Trung tâm tái hòa nhập xã hội khu vực Cieneguillas, Zacatecas, México trong vòng ba ngày. Vụ thứ nhất là vào ngày 31 tháng 12 năm 2019, khiến 16 tù nhân thiệt mạng. Vụ thứ hai vào ngày 2 tháng 1 năm 2020, khiến thêm một tù nhân thiệt mạng.

## Bối cảnh
Nhà tù Cieneguillas là trung tâm an ninh mức độ trung bình. Tù nhân là những người có mối quan hệ mật thiết với các tổ chức băng đảng tội phạm khác nhau như Los Zetas, Gulf Cartel và Sinaloa Cartel.  Do phải nhốt phạm nhân rất nguy hiểm khiến nhà tù bị đánh giá là rất nguy hiểm, không đạt tiêu chuẩn an toàn.  Trong đánh giá mới nhất, nhà tù thiếu sự quản lý và an ninh vô cùng lỏng lẻo. Nhà tù được phân vùng thành các khu vực, ngăn cách tù nhân tham gia băng đảng và những không nằm trong băng đảng hoàn toàn tách biệt nhau.  Tuy nhiên, khi các phóng viên El Universal đến điều tra nhà tù năm 2019, chính quyền biện hộ cho việc thiếu cơ sở hạ tầng cũng là hình thức vận hành nhà tù một cách tối ưu.
Năm 2009, 53 tù nhân đặc biệt nguy hiểm được thả tự do nhờ vào tiền hối lộ của băng đảng. Phát biểu năm 2019, một quan chức nhà nước nói rằng từng bước thực hiện sau sự kiện này đã cải thiện an ninh. Một kế hoạch gây nên bạo loạn vào đêm giao thừa năm 2018 cũng hòng vượt ngục nhưng bất thành do bị phát hiện và ngăn chặn.

## Bạo loạn

### Bạo loạn đêm giao thừa

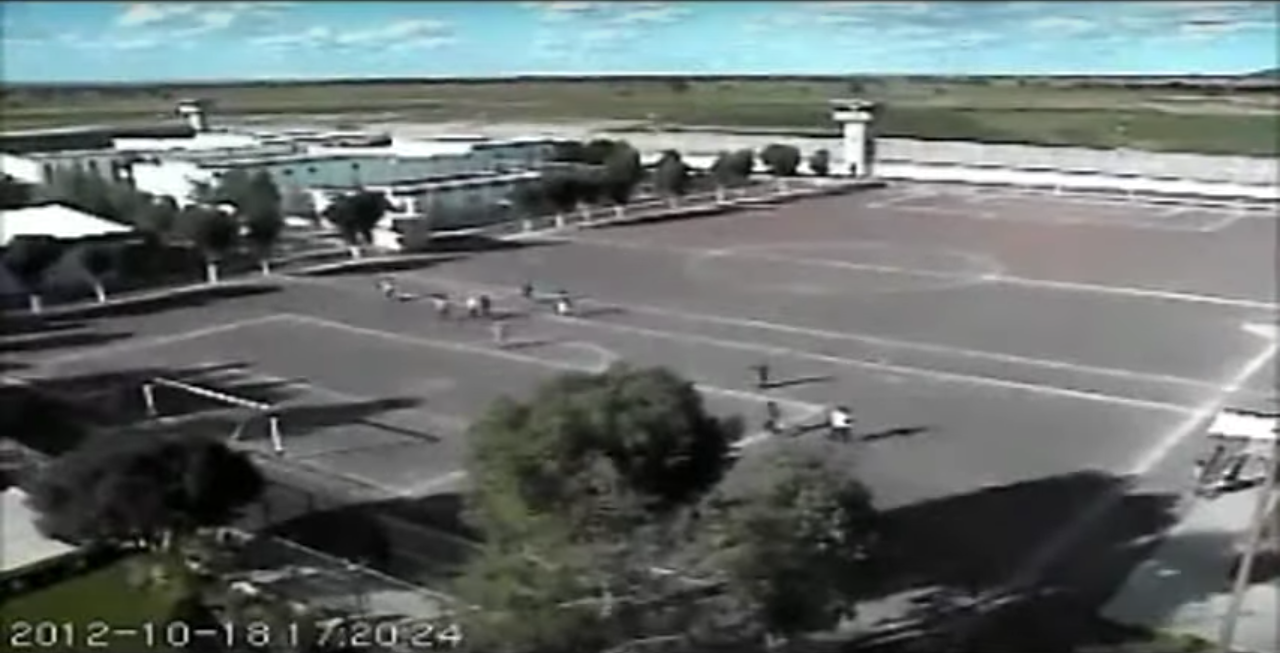
Sân bóng đá trong khuôn viên nhà tù năm 2012

Bạo loạn nổ ra lúc 2:30 chiều giờ địa phương (20:30 GMT) và kéo dài đến khoảng 5 giờ chiều giờ địa phương. Các tù nhân dùng dao và súng làm vũ khí. Một phạm nhân bị bắt khi đang mang theo súng, 3 khẩu súng khác và rất nhiều dao cũng được phát hiện trong toà nhà. Chưa biết làm thế nào mà vũ khí xuất hiện ở nhà tù,  nhưng theo suy đoán từ một vị quan chức nhà nước cho rằng vũ khí có thể bị tuồn vào trong chuyến thăm trước đó cùng ngày. Một cuộc tìm kiếm vũ khí được tiến hành ngay trong những ngày trước đêm giao thừa. Người ta cho rằng bạo loạn nổ ra là do mâu thuẫn giữa các băng đảng, trong khi truyền thông địa phương lại đưa tin nguyên nhân của vụ việc là do mâu thuẫn trong một trận bóng đá  khi các cầu thủ bị kích động.
Khi bạo loạn bắt đầu, thân nhân vẫn ở trong nhà tù, nhưng đã được hộ tống ra ngoài. Một số thân nhân nói với báo chí rằng họ chứng kiến tận mắt tù nhân bị giết chết và bị thương trong vụ bạo loạn.

### Vụ bạo loạn ngày 2 tháng 1
Sau vụ bạo loạn đầu tiên, an ninh nhà tù tuyên bố sẽ đề cao cảnh giác với bất kỳ phản ứng nào giữa các tù nhân.
Một vụ bạo loạn khác nổ ra vào sáng ngày 2 tháng 1, chưa đầy 48 giờ sau vụ đầu tiên. An ninh nhà nước nói rằng nguyên nhân vụ bạo loạn thứ hai này chính là từ vụ bạo loạn đầu tiên. Các tù nhân tấn công những người mà họ tin là kẻ phản bội. Vụ bạo loạn này nhanh chóng dừng lại; cảnh sát và xe cứu thương điều đến đến hiện trường nhanh chóng.

## Nạn nhân

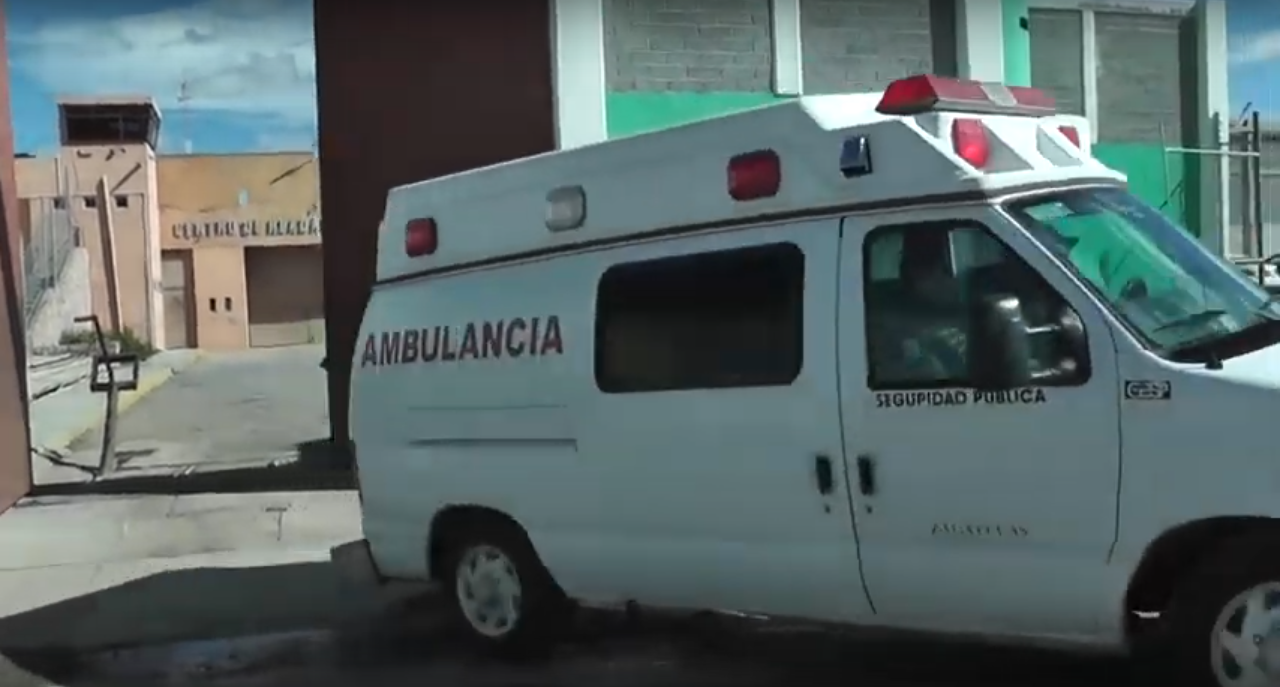
Xe cứu thương rời khỏi nhà tù sau vụ bạo loạn đầu tiên

Trong vụ bạo loạn đầu tiên, 16 tù nhân thiệt mạng và năm người khác bị thương. 15 người chết trong tù, người còn lại sau đó chết tại bệnh viện.  Một quan chức nhà nước cho biết nguyên nhân gây chết là cho nạn nhân bị bắn, đâm và bị đánh đập.
Trong vụ bạo loạn thứ hai, một tù nhân thiệt mạng và năm người khác bị thương. Thủ phạm dùng thanh cửa kim loại bị tháo ra và đập nạn nhân đến chết. Tất cả các thương tích trong vụ bạo loạn này là bị đánh, không phải là do vũ khí.

## Phản ứng
Một cuộc điều tra đã được bắt đầu với nhiều nhân viên tại nhà tù làm việc theo ca xung quanh vụ bạo loạn đầu tiên. Ngày 1 tháng 1, các quan chức nhà nước cho biết họ đã tăng cường an ninh trong và xung quanh nhà tù. 120 tù nhân đã được di dời để ngăn chặn gây thêm nhiều vụ bạo loạn.  Tuy nhiên, vụ bạo loạn thứ hai vẫn xảy ra kể cả khi các biện pháp nêu trên được thực hiện.
Sau vụ bạo loạn thứ hai, con đường từ thị trấn Cieneguillas đến nhà tù bị phong tỏa, và lối vào thị trấn từ bên ngoài cũng bị chặn. Bộ trưởng Bộ Công an tuyên bố rằng vụ bạo loạn ngày 31 tháng 12 là do mẫu thuẫn giữa các thành viên băng đảng Gulf Cartel và Sinaloa Cartel.  Bộ trưởng An ninh cho Zacatecas đến nhà tù trực tiếp sau vụ bạo loạn thứ hai.  Tổng cộng 165 tù nhân được chuyển đến Guanajuato.
Elian Peltier của tờ New York Times nói rằng đây là "một trong những vụ bạo lực tồi tệ nhất trong nhiều năm, dưới một hệ thống an ninh đầy bất cập". Ngày 3 tháng 1, giám đốc nhà tù tên là Antonio Solís bị sa thải. Ngày 8 tháng 1, cựu chuẩn tướng Ignacio López Flores được bổ nhiệm làm giám đốc.